# 宋君强
宋君强（1962年7月—），男，湖南宁乡人，中国大气科学工程与技术专家，数值天气预报和高性能计算专家，军队数值天气预报业务系统主要创建者，中国工程院院士。曾担任国防科技大学计算机学院软件研究所所长、博士生导师、国家863主题专家组和总装备部军事气象水文技术专业组成员。国防科技大学应用力学专业硕士毕业。

## 生平
1979年9月至1983年7月，国防科技大学应用力学专业本科毕业。1983年9月至1986年1月，国防科技大学应用力学专业硕士毕业。1988年3月晋升为讲师。1992年12月晋升为副教授。1996年12月晋升为研究员。2016年，任国防科大海洋科学与工程研究院院长，跻身副军级将领之列。2018年1月，当选第十三届全国政协委员。

## 奖项和荣誉
获3项国家科技进步一等奖、1项二等奖，部委级科技进步一、二等奖13项。2013年当选中国工程院院士。